# Max Vogt (Architekt)

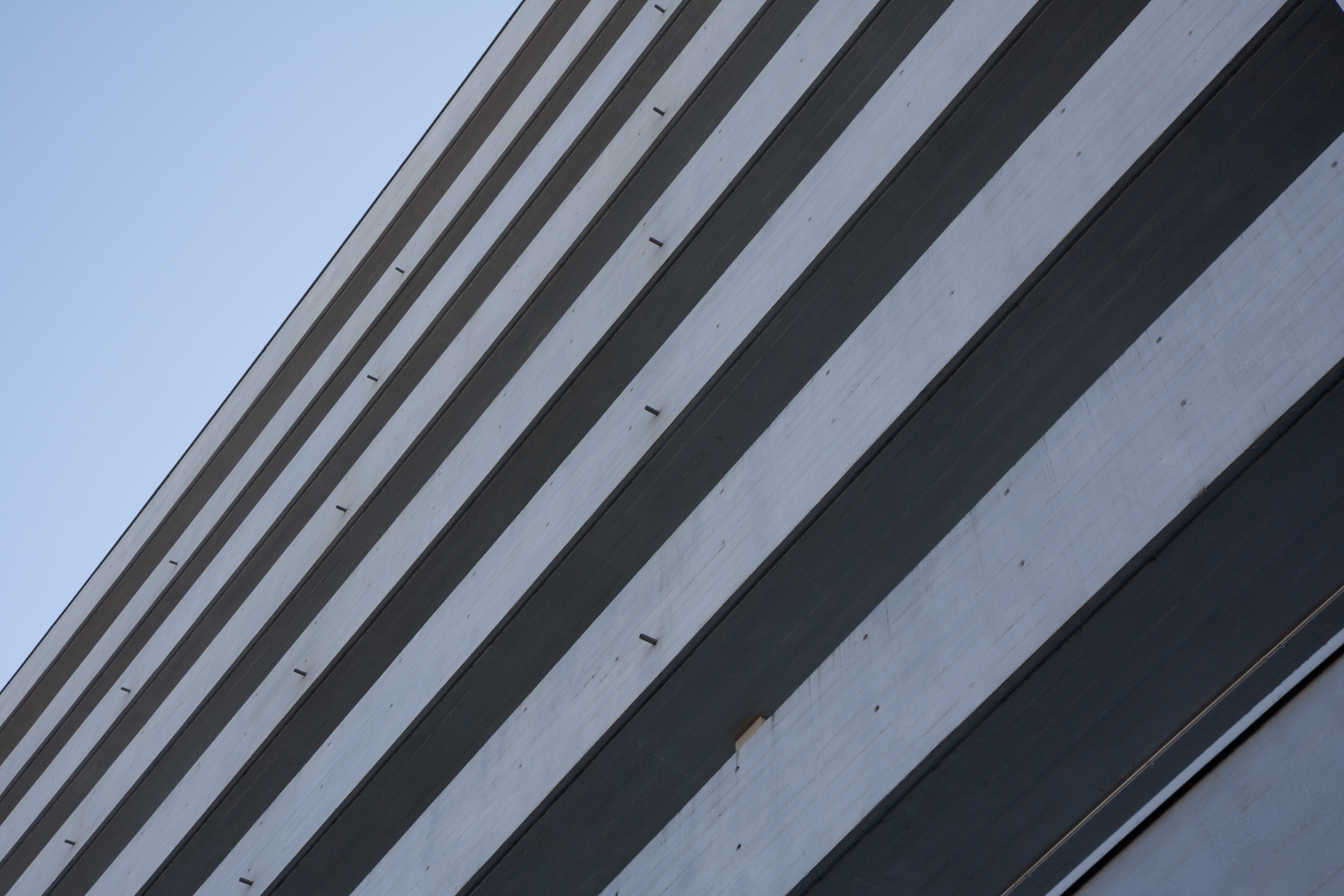
Klare Formensprache beim Bahnhof Altstetten (Foto: 2006)

Max Vogt (* 29. Januar 1925 in Zürich; † 12. Dezember 2019 ebenda) war ein Schweizer Architekt. Als Hausarchitekt der Schweizerischen Bundesbahnen (SBB) entwarf er in den Jahren 1957 bis 1989 rund 200 Gebäude, die für die Architektur der SBB-Bauten bestimmend wurden. Gebäude wie der Bahnhof Altstetten oder das Stellwerk beim Zürcher Hauptbahnhof trugen massgeblich dazu bei, dass die SBB im Jahr 2005 den Wakkerpreis für beispielhafte Ortsbilder erhielten.

## Biografie
Er war der Sohn des Bankbeamten Max Vogt senior und der Lehrerin Marie Frêne. Max Vogt junior zeigte bereits als Mittelschüler Interesse an moderner Architektur und besuchte 1939 jeden Tag nach Schulschluss die Schweizerische Landesausstellung. Von 1945 bis 1949 studierte er Architektur an der ETH Zürich bei Friedrich Hess, William Dunkel und Hans Hofmann. Grossen Einfluss auf ihn hatten die Arbeiten von Le Corbusier sowie der Architekten der Schweizer Nachkriegsmoderne wie Jakob Zweifel, Franz Füeg und Ernst Gisel, später auch Luigi Snozzi. Nach dem Studienabschluss arbeitete er drei Jahre im Büro von Robert Winkler in Zürich, anschliessend fünf Jahre im Büro von Belart und Frey in Olten.
1957 wechselte er zu den Schweizerischen Bundesbahnen (SBB) in die Sektion Hochbau der Kreisdirektion III in Zürich, die für Hochbauten im Raum Zürich, Ostschweiz und Graubünden verantwortlich war. Dort war er zunächst als Entwurfsarchitekt und Stellvertreter des Sektionschefs tätig. Während es heute üblich ist, öffentliche Bauten gemäss WTO-Regeln auszuschreiben und von Privaten entwerfen zu lassen, beschäftigten die SBB zu Vogts Zeiten eigene Architekten für ihre Bauwerke. Da das Land für Eisenbahntrassees und Betriebsgebäude der Eidgenossenschaft gehört, waren die SBB im Rahmen des eisenbahnrechtlichen Plangenehmigungsverfahrens selbst für die Baubewilligung zuständig (anstelle der Gemeinden). Vogt gehörte keinem Berufsverband an und kümmerte sich wenig um den Fachdiskurs. Dies war auch nicht nötig, da er als SBB-Architekt eine besondere Stellung hatte und nicht an Wettbewerben teilnehmen musste. Als er in die Sektion Hochbau eintrat, war jeder Mitarbeiter vom Entwurf bis zur Abrechnung für ein Projekt verantwortlich. Die administrativen Arbeiten behagten ihm nicht besonders, sodass sein Vorgesetzter Max Fehr diese für ihn übernahm und Vogt sich auf das Entwerfen und Planen konzentrieren  konnte.
Was den Bau und vor allem die Modernisierung von Bahnhöfen und sonstigen Bahnanlagen betraf, hatte sich bei den SBB nach dem Zweiten Weltkrieg ein grosser Nachholbedarf angestaut, da zuvor jahrzehntelang fast ausschliesslich Investitionen in die Elektrifizierung getätigt worden waren. Als SBB-Architekt besass Vogt einen relativ grossen Gestaltungsspielraum, war aber gleichzeitig durch technische Zwänge eingeschränkt. Vogt setzte durch, dass er von den anderen sechs Abteilungen der Kreisdirektion keine fertigen Grundrisse für Neubauten erhielt, sondern lediglich einen Katalog der gewünschten Funktionen. Dadurch war es ihm möglich, die zu erstellenden Bauwerke an die lokale Situation anzupassen. Seine Vorstellung von Architektur führte aber oft zu Konflikten, da er die Bauten als gestalterische Einheit betrachtete, verschiedene Teile der Anlagen jedoch in den Zuständigkeitsbereich anderer Abteilungen fielen. Hier lag es vor allem an seinem Vorgesetzten Max Fehr, Kompromisse zu suchen, woraus sich über die Jahre eine eingespielte Zusammenarbeit entwickelte.
Als Fehr 1974 starb, trat Vogt dessen Nachfolge als Sektionschef an. Er tat dies nur widerwillig, da er nie eine leitende Funktion angestrebt hatte. Die Beförderung schränkte seine Gestaltungsmöglichkeiten ein, da er sich nun auch um Administratives kümmern und dementsprechend Aufgaben an Assistenten delegieren musste. Bei weit von Zürich entfernten Bauten erstellte er oft nur das Vorprojekt und überliess die Ausführung lokalen Privatarchitekten. Vogts Werke lassen sich in drei Phasen gliedern: Zu Beginn standen eher feingliedrige Kompositionen wie der Bahnhof Effretikon und das Ablaufstellwerk Buchs im Vordergrund. Es folgte eine Art «Reifephase» mit ausdrucksstarken und wuchtigen Betonskulpturen wie die Bahnhöfe Altstetten, Killwangen-Spreitenbach und Stäfa sowie das Zentralstellwerk Zürich. Seine beiden Hauptwerke Altstetten und Zentralstellwerk bezeichnete er als «monolithische Betonschröppen ohne Dilatationsfugen». In der Tat ist Sichtbeton charakteristisch für Vogts Bauten. Häufig kontrastiert eine massive Betonbauweise mit den aus technischen Gründen notwendigen Masten, Fahr- und Freileitungen. Anderswo wird der Beton spielerisch eingesetzt. In der dritten Phase nach der Beförderung im Jahr 1974 ist Vogts Handschrift oft weniger ausgeprägt, da er immer häufiger koordinierende Aufgaben bei Grossprojekten ausführen musste, beispielsweise beim Bau der S-Bahn Zürich ab 1981. 1989 wurde er pensioniert.

## Grössere Werke
- Ablaufstellwerk Buchs SG, 1960
- Bahnhof Wil SG, 1960

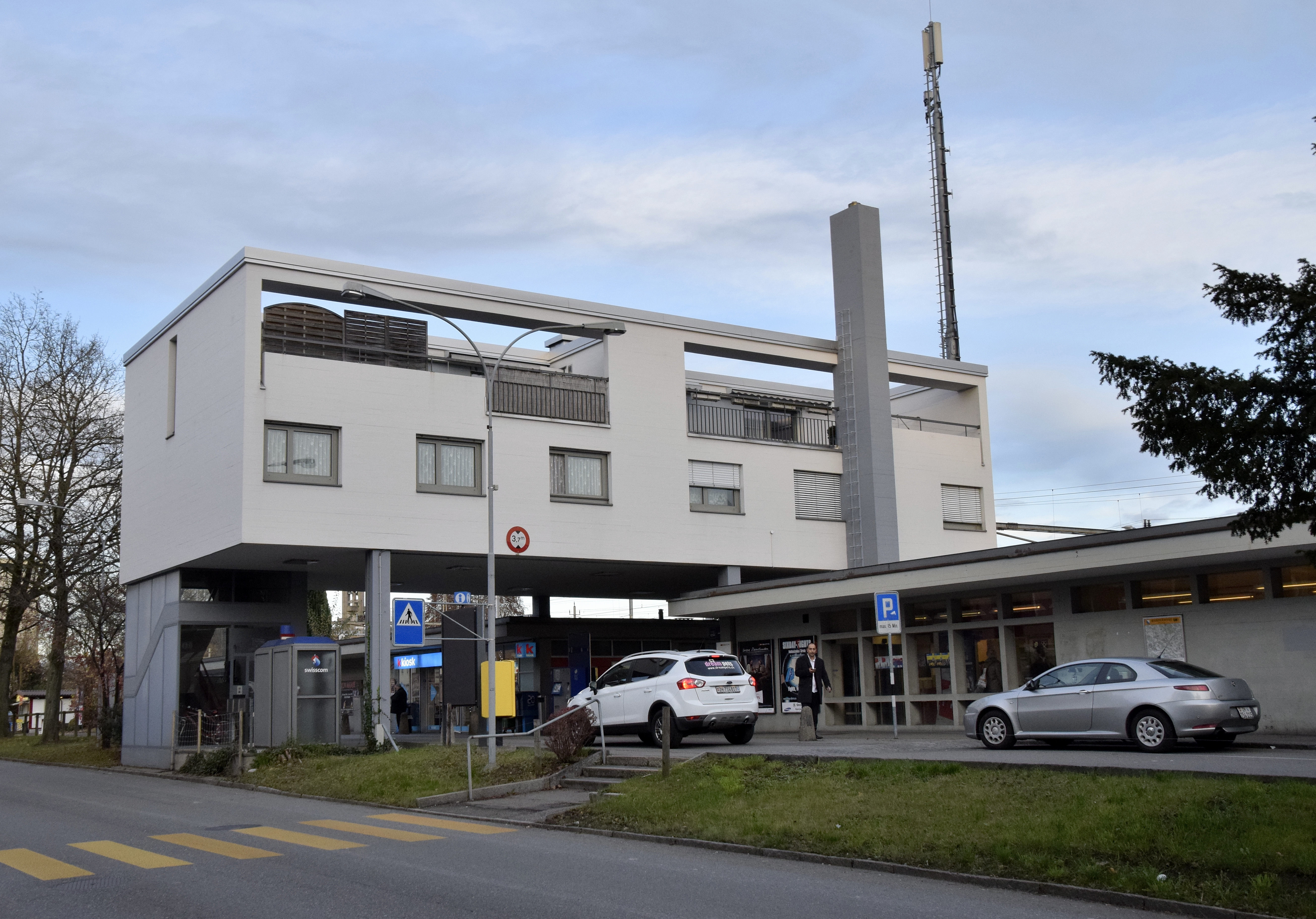
Bahnhof Effretikon

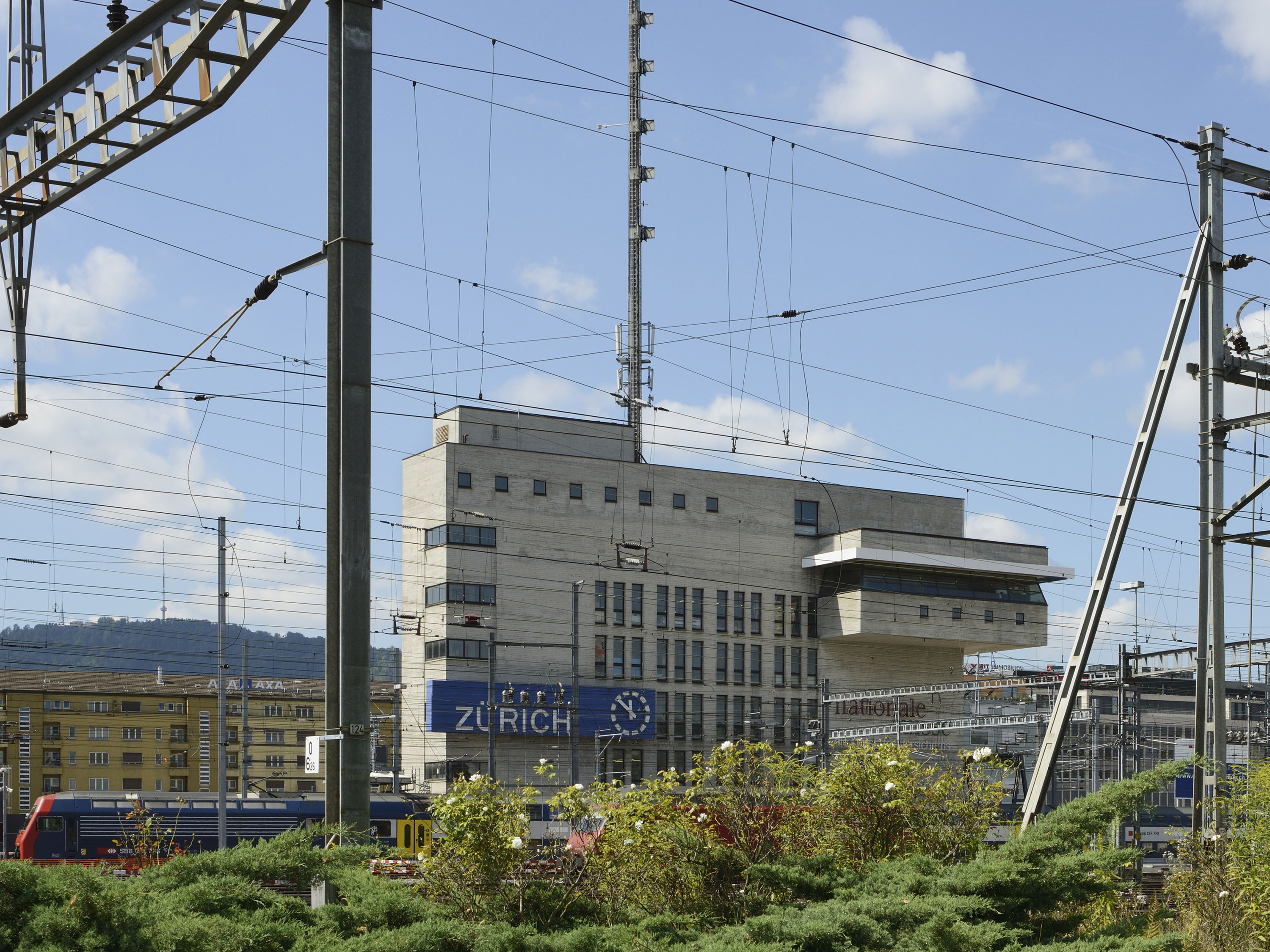
Zentralstellwerk Zürich

- Bahnhof Effretikon, diverse Gebäude 1961 und 1962
- Zentralstellwerk Zürich Hauptbahnhof, 1963–1966
- Bahnhof Thalwil, Aufnahmegebäude 1963 und grosser Schuppen 1973
- Bahnhof Altstetten, 1966–1968
- Bahnhof Erlenbach ZH, 1967
- Bahnhof Stäfa, 1967
- Bahnhof Herrliberg-Feldmeilen, 1968
- Bahnhof Schaffhausen, mit:
  - Verwaltungsgebäude, 1972
  - Stellwerk, 1968
  - Güterhalle, 1971
  - Lokremise 1968
- Bahnhof Benken SG, 1969
- Bahnhof Stein-Säckingen, 1969
- Rangierbahnhof Limmattal, 1969–1978
- Bahnhof Killwangen-Spreitenbach, 1970
- Bahnhof Weinfelden, Dienstgebäude, 1970–1971
- Schnellguthalle Zürich Altstetten, 1972–1976
- Stellwerk Zürich Mülligen, 1974
- Bahnhof Buchs SG, 1980
- Bahnhof Schwerzenbach, 1985